# Nuit (Thelema)

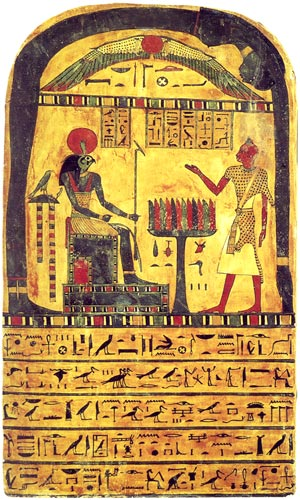
Nuit, na Estela de Ankh-ef-en-Khonsu

Nuit (também Nu, Nut, ou Nuith) é uma deusa do panteão de Thelema, quem dita o primeiro capítulo do Livro da Lei, o texto sagrado supostamente recebido em 1904 por Aleister Crowley; se difere da divindade egípcia Nut, se tratando aqui de uma apropriação sincrética e contemporânea da cosmologia egípcia.
Nut é uma deusa do céu egípcia que se inclina sobre o seu marido/irmão, Geb, o Deus da Terra. Ela é normalmente representada como uma mulher nua, coberta por estrelas, e representa o Todo (All, na nomenclatura thelêmica), a pura potência manifesta tanto no universo físico quanto além dele.

## Deusa de Thelema

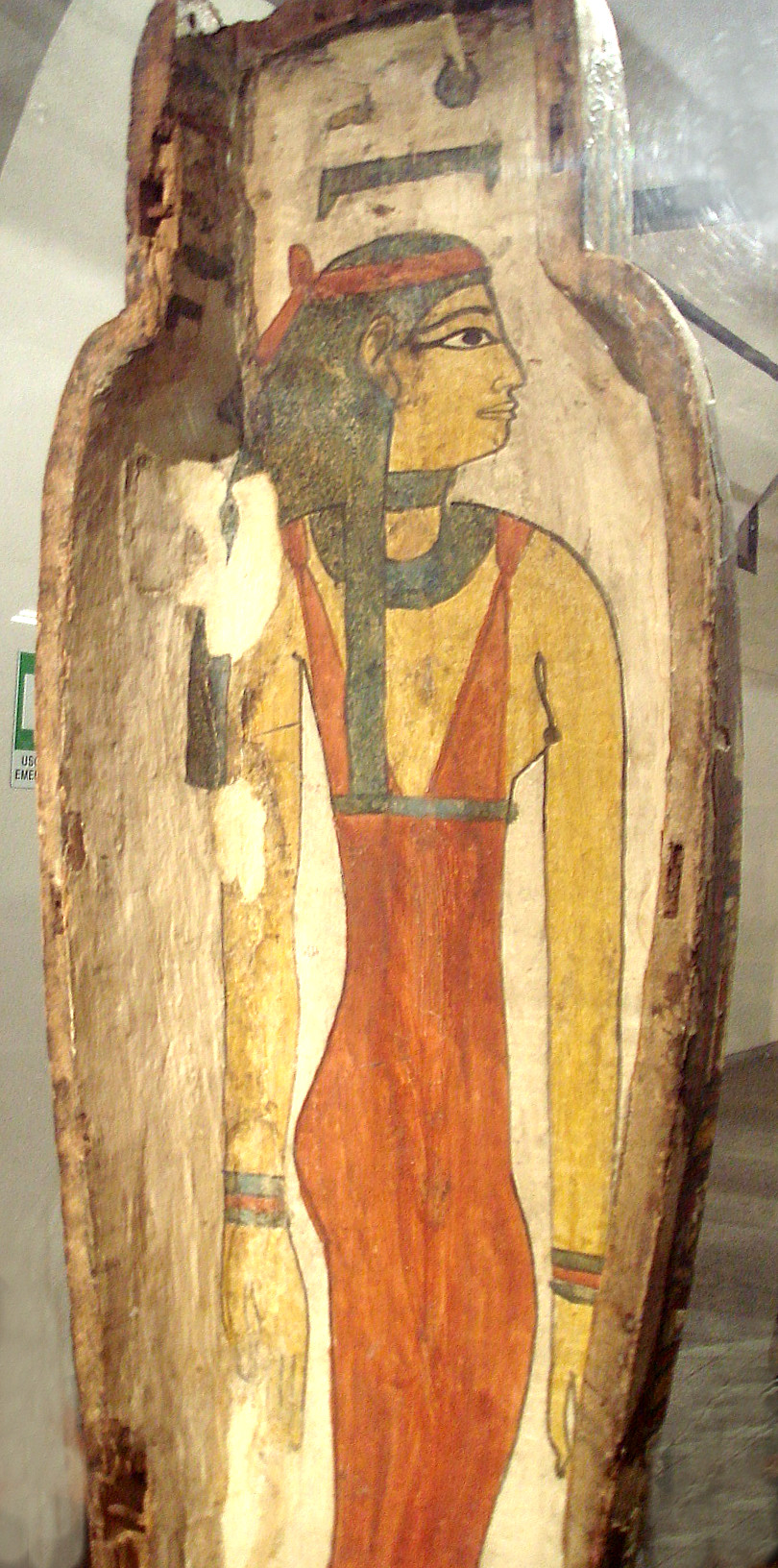
Deusa Nut no sarcófago

Dentro do sistema de Thelema, ela é uma das três partes componentes da cosmovisão trinitária, juntamente com Hadit (sua contraparte masculina), e Ra-Hoor-Khuit, o A Criança Coroada e Conquistadora. Ela tem vários títulos, incluindo a "Rainha do Espaço Infinito", "Nossa Senhora das Estrelas", e "Senhora do Céu Estrelado". Nuit representa o círculo infinitamente expandido, cuja circunferência é incomensurável e o centro está em toda parte (considerando que Hadit é o infinitamente pequeno ponto dentro do núcleo de cada coisa). De acordo com a doutrina Thelêmica, é a interação entre esses dois princípios cósmicos que cria o universo manifesto, de forma semelhante à concepção gnóstica de sizígia.
Algumas citações do primeiro capítulo do Livro da Lei (Liber AL vel Legis; as traduções foram feitas por Marcelo Ramos Motta, conhecido como Frater Ever):
"Todo homem e toda mulher é uma estrela." (AL I:3).
"Aparecei, ó crianças, sob as estrelas, & saciem-se de amor!" (AL I:12).
"Pois eu estou dividida pela graça causa do amor, pela chance de união." (AL I:29).
"39. A palavra da Lei é θελημα.
40. Quem nos chama Thelemitas não errará, se ele olhar bem perto na palavra. Pois nela há Três Graus, o Eremita, e o Amante, e o homem da Terra. Faze o que tu queres há de ser tudo da Lei." (AL I:39-40).
"Pois vontade pura, desembaraçada de propósito, livre do desejo de resultado, é toda a via perfeita." (AL I:44).
"Invoque-me sob minhas estrelas! Amor é a lei, amor sob vontade." (AL I:57).
"Eu dou alegrias inimagináveis na terra: certeza, não fé, enquanto em vida, sobre a morte; paz indizível, descanso, êxtase; nem eu exijo nada em sacrifício." (AL I:58).
Na obra O Equinócio dos Deuses (cap. 7, seção 6), Crowley fala de Nuit, comparando com o Cristianismo:
"Nuit cries: "I love you," like a lover; when even John reached only to the cold impersonal proposition "God is love." She woos like a mistress; whispers "To me!" in every ear; Jesus, with needless verb, appeals vehemently to them "that labour and are heavy laden." Yet She who can promise in the present, says: "I give unimaginable joys on earth," making life worth while; "certainty, not faith, while in life, upon death," the electric light Knowledge for the churchyard corpsecandle Faith, making life fear-free, and death itself worth while: "peace unutterable, rest, ecstasy," making mind and body at ease that soul may be free to transcend them when It will."

As citações que seguem são os comentários de Crowley sobre o Livro da Lei.
- "Perceba que o Céu não é um lugar onde os Deuses Vivem; Nuit é o Céu, a si próprio."
- "Nuit é Tudo o que existe, e a condição da existência. Hadit é o Princípio que permite modificações neste Ser. Isto explica como é que se pode chamar Nuit de Matéria, e Hadit de Movimento."
- "Deve ser evidente que Nuit obtém a satisfação de Sua Natureza quando as partes de Seu Corpo cumprem a sua própria Natureza. O sacramento da vida não é só por isso, do ponto de vista dos que festejam, mas também do da divindade invocada."

## Mitologia
Na mitologia Egípcia, Nut era a deusa do céu. Ela é a filha de Shu e Téfnis.
O deus solar Ra entrou em sua boca após o pôr do sol na noite e renasceu de sua vulva na manhã seguinte. Ela também engoliu regorgitou as estrelas; era uma deusa da morte, e sua imagem está no interior da maioria dos sarcófagos. O faraó entrou no corpo após a morte, e mais tarde foi ressuscitado.
Na arte, Nut é representada como uma mulher nua, coberta de estrelas e segurada por Shu; oposto a ela (o céu), está seu marido, Geb; com ele, ela era a mãe de Osíris, Horus, Isis, Set e Nephthys.